# 仁慈堂博物館
仁慈堂博物館（葡萄牙語：Núcleo Museológico）是位於澳門議事亭前地仁慈堂右巷二號仁慈堂大樓二樓的一所以天主教為主題的博物館，由澳門慈善機構仁慈堂值理會管轄。

## 歷史

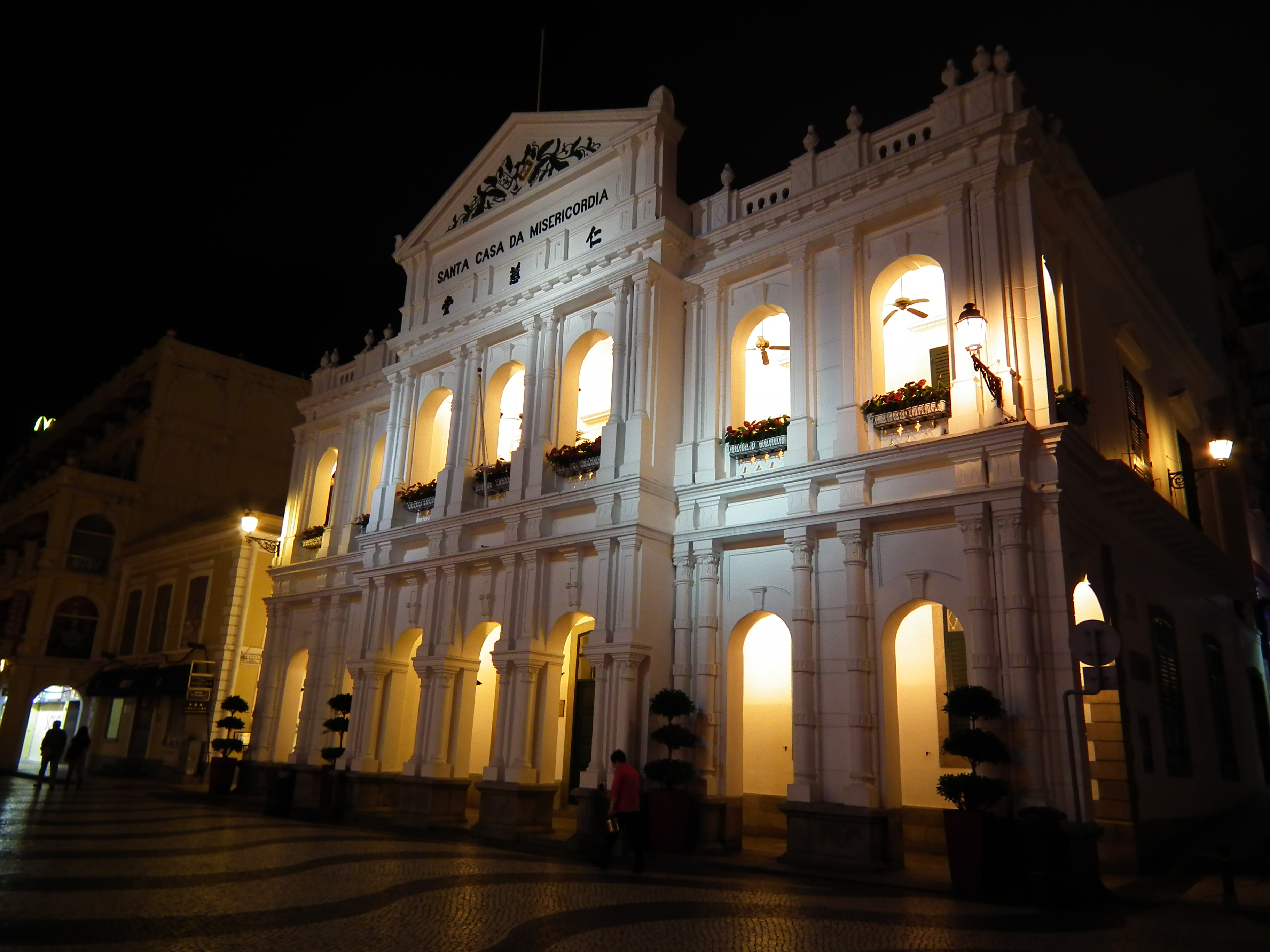
仁慈堂大樓

於1569年成立的仁慈堂為了讓居民了解仁慈堂的宗旨和歷史以及其發揚助人仗義的仁愛精神，因而耗資約200萬澳門幣在建於18世紀中葉的仁慈堂大樓進行裝修及改善保安系統以開設仁慈堂博物館；博物館於2001年12月14日由澳門行政長官何厚鏵、天主教澳門教區主教林家駿、仁慈堂值理會主席飛安達等主持揭幕；此博物館是繼天主教藝術博物館與墓室及聖物寶庫後，澳門第三所以及至今唯一一所非公營機構開設以宗教為題材的博物館。
為了展出更多藏品以及提升博物館質量，仁慈堂博物館於2011年上半年決定擴充博物館。澳門行政長官崔世安、社會文化司司長張裕等於2011年12月6日為仁慈堂博物館新展廳主持落成揭幕禮，為該博物館增添展出超過120件藏品。

## 設施
仁慈堂博物館位於仁慈堂大樓二樓，博物館設有與天主教、耶穌會以及仁慈堂相關的瓷器、書籍文獻等合共2,000多件收藏品；展品當中展有於1627年1月草擬通過並於1662年手抄而成的《澳門仁慈堂章程》正本、繪於18世紀的身兼首任天主教澳門教區主教的仁慈堂創始人賈耐勞主教全身油畫、頭顱遺骨和其陪葬的十字架、聖辣非醫院內的銅鐘外，也有展出大部分由土生葡人飛安達及馬若龍捐贈從歐洲、日本及中國大陸等地搜購天主教傳教士過去在中國江西景德鎮製造到的天主教東方禮的祭獻儀式所用的器具以及刻有耶穌會徽號的陶瓷器皿等藏品。
於2011年年底開設新展廳佔地800平方呎；其展品大多突顯天主教在東西文化影響而製成的瓷器、象牙、木雕、銀器物品，也展有104.5厘米高於同治年間燒製瓷器粉彩的耶穌聖心雕像、直徑達38厘米也於同治年間燒製的耶穌受洗青花碟以及於1936年以中、法文繪製的中華天主教教區全圖等展藏品。

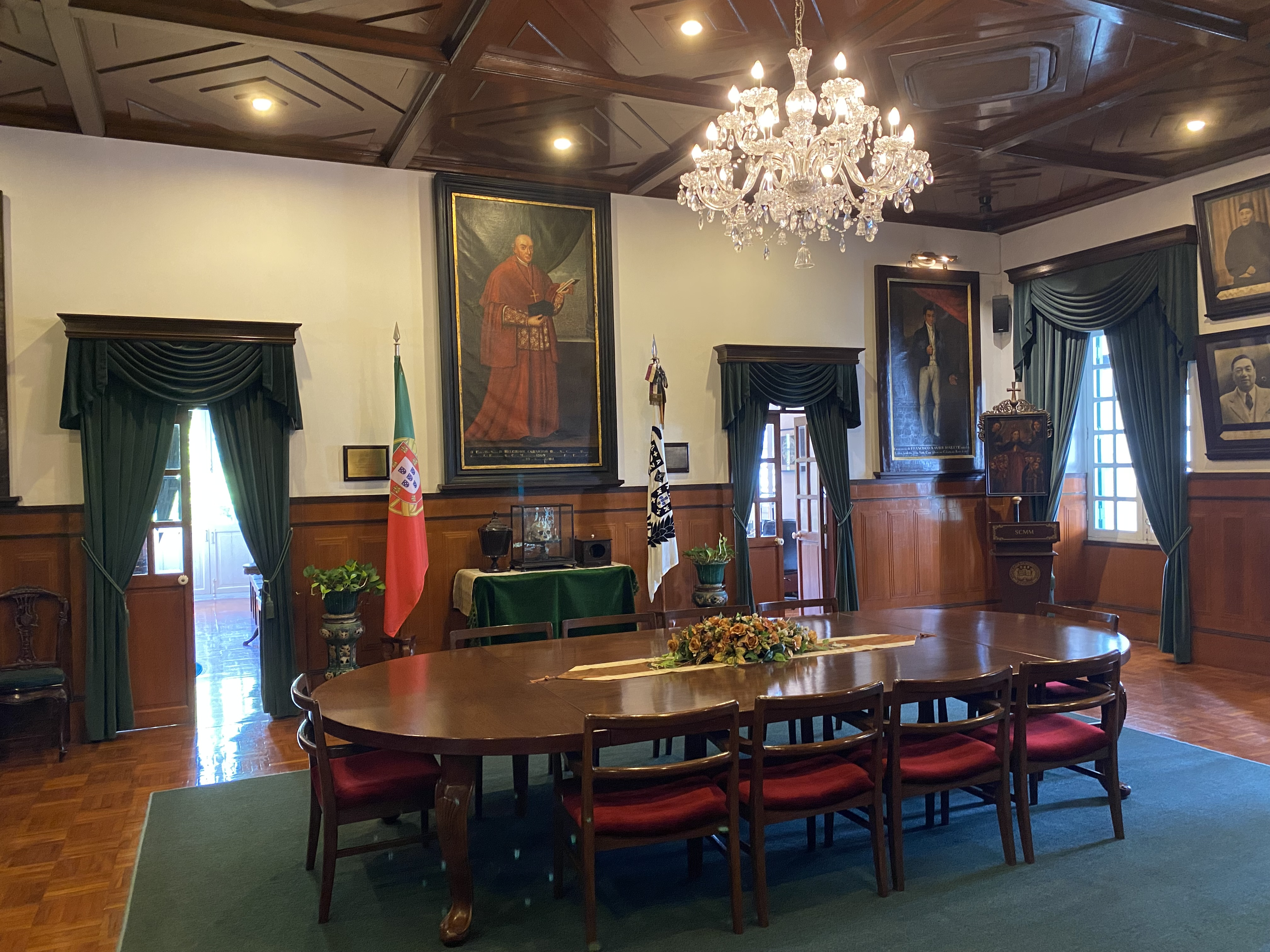
館內面貌
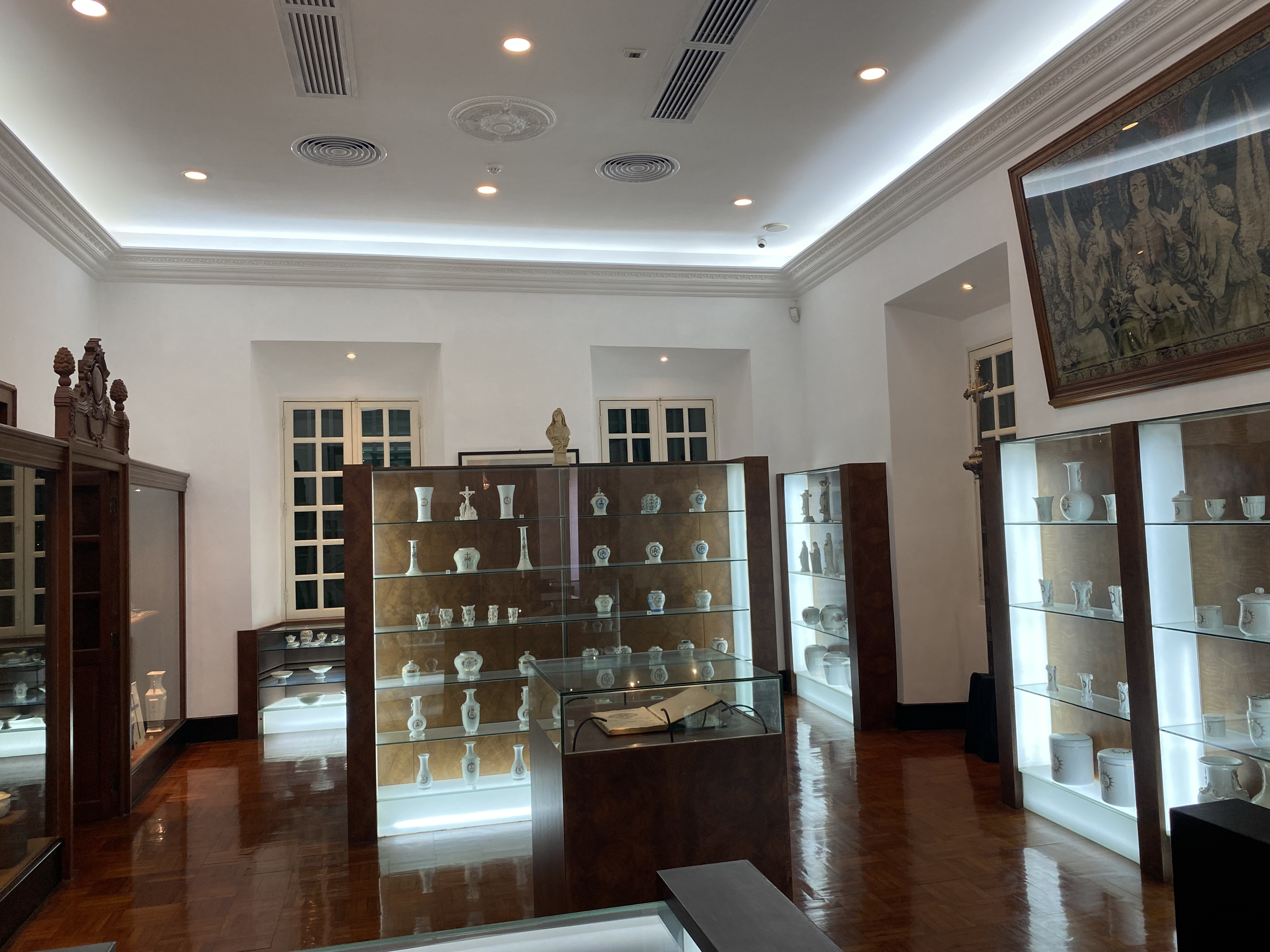
天主教教會祭器用品
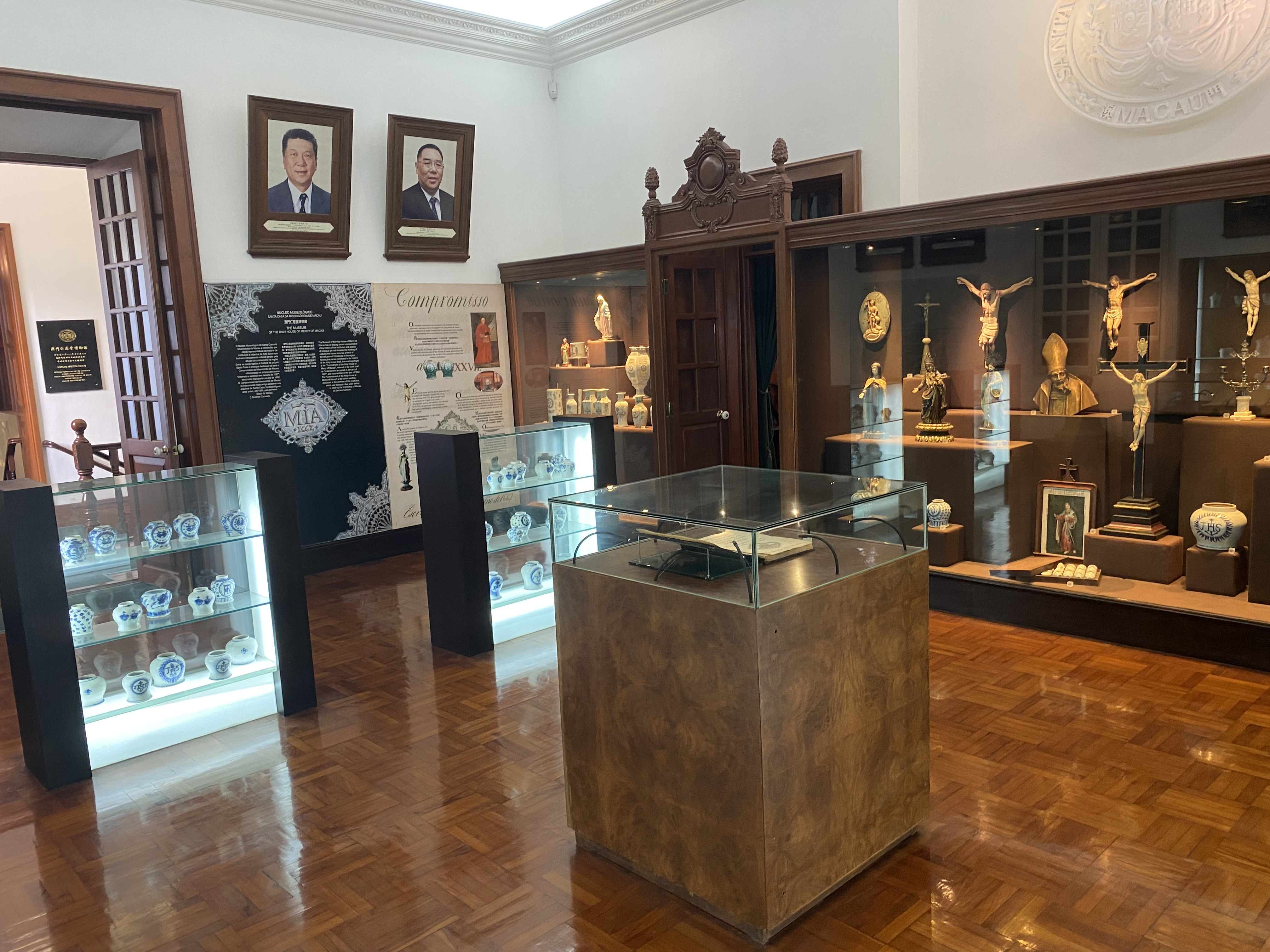
館內展示不少瓷器
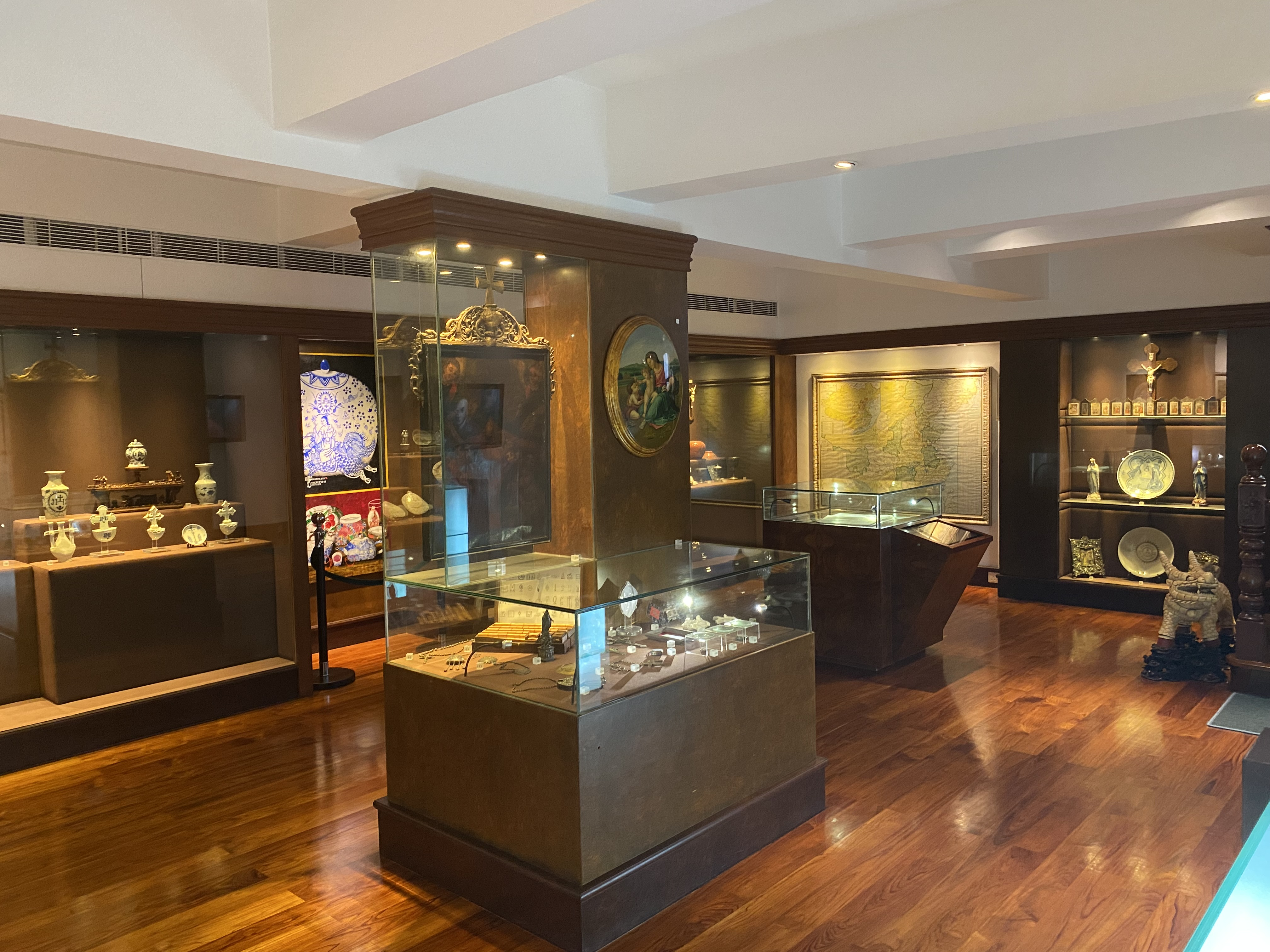
館內面貌
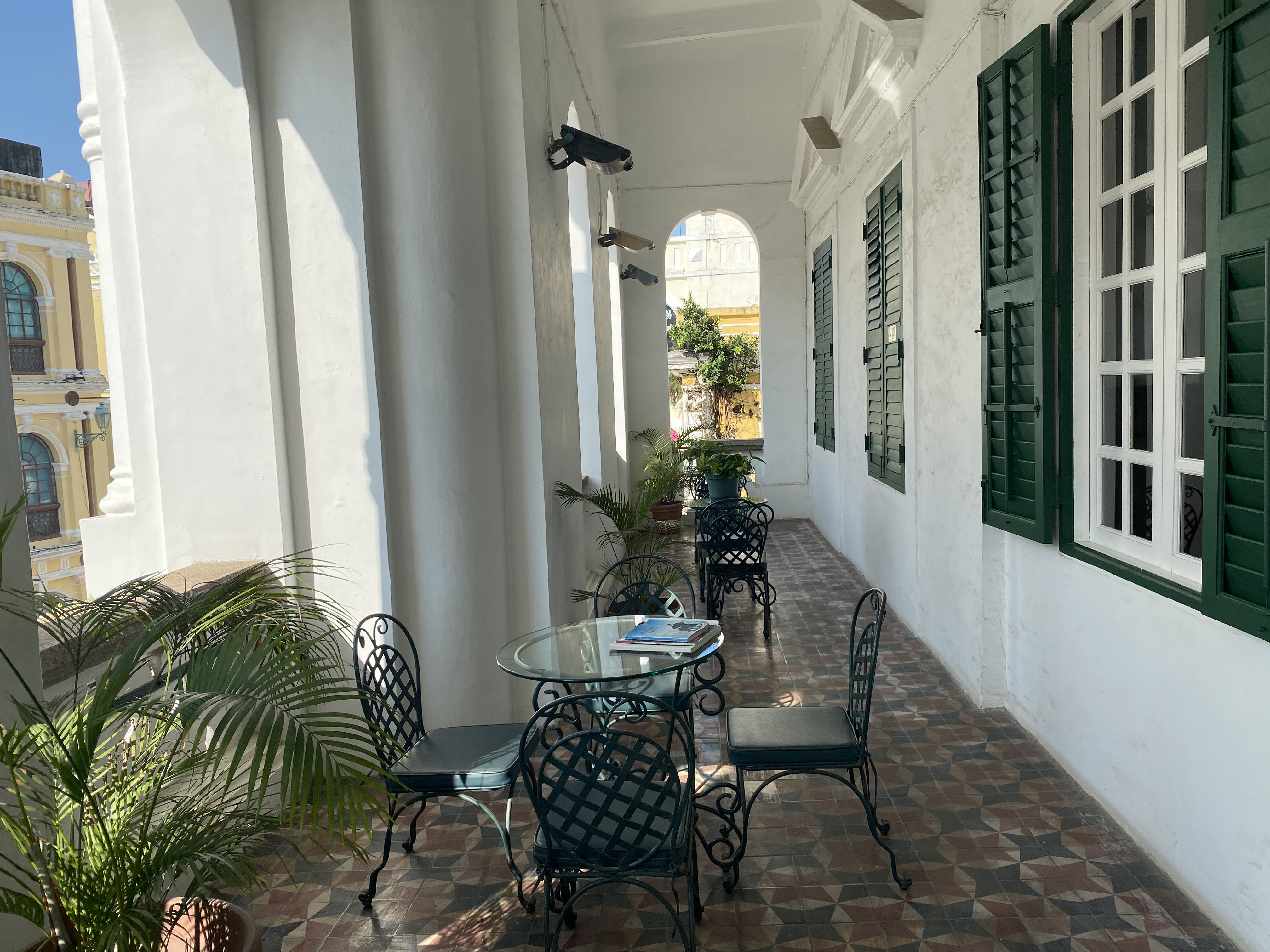
大廈露台

## 開放時間
- 開放時間：每日早上十時至下午一時、下午二時三十分至五時三十分
- 星期一及公眾假期：休館

## 入場費
- 澳門幣五元
- 學生及65歲以上長者免費

## 資料來源
1. ↑  . 仁慈堂.   [2012-04-20]. （原始内容存档于2016-03-04） （葡萄牙语）.
2. 1 2 3  葉迅中. . 澳門日報: C01. 2005-12-25 （中文（繁體））.
3. ↑  . 澳門日報: B03. 2001-12-14 （中文（繁體））.
4. 1 2  . 華僑報: 14. 2001-09-05 （中文（繁體））.
5. ↑  . 澳門日報: A06. 2001-12-15 （中文（繁體））.
6. 1 2  . 市民日報. 2011-12-07: P03 （中文（繁體））.
7. ↑  . 澳門日報. 2011-12-07: B01 （中文（繁體））.
8. ↑  . 澳門日報: B03. 2001-12-14 （中文（繁體））.
9. ↑  . 澳門日報: A07. 2011-12-02 （中文（繁體））.